# David Macdonald (Komponist I)
David Macdonald ist ein US-amerikanischer Komponist und Musikwissenschaftler.
Macdonald studierte zunächst am St John’s College und absolvierte sein Masterstudium an der SUNY Purchase, um an der Manhattan School of Music zu promovieren. Zu seinen Lehrern zählten Nils Vigeland, David Noon, Charles Jones und Joseph Webber. Er besuchte Meisterklassen von Lukas Foss, George Crumb, Roger Reynolds und anderen.
Macdonald ist Kodirektor der Locrian Chamber Players, eines Ensembles für zeitgenössische Musik, das auch Kompositionen von ihm aufführt. Seit 2001 unterrichtet er an der Manhattan School of Music Musiktheorie und -geschichte.
Er komponierte Werke für Orchester und für Kammerensembles. The Elements Quartet, The Queen’s Chamber Band, das New Hudson Saxophone Quartet und Zero Gravity haben ihn mit Kompositionen beauftragt. 2007 wurde sein Make a Joyful Noise durch das Chappaqua Orchestra aufgeführt. Seit der Saison 1994/95 ist er freies Mitglied des New Yorker The Actors Company Theatre (TACT), für dessen Aufführungen er seither Musik komponierte.